# Kasper Holten
Kasper Bech Holten (* 29. März 1973 in Kopenhagen) ist ein dänischer Opernregisseur. 

## Leben
In den Jahren von 2003 bis 2006 war er Regisseur der dänischen Nachkriegs-Erstaufführung von Richard Wagners Ring des Nibelungen, der erstmals seit der EA am Königlichen Theater 1912 aufgeführt worden war. Die Produktion war – ab Siegfried – die erste unmittelbar für das neue Opernhaus, das im Jahr 2005 seine Pforten öffnete. Holten war auch Leiter der Aarhus Sommeropera und ist Mitglied des Nationalen Musikrates. 2006 wurde er zum außerordentlichen Professor an der Copenhagen Business School ernannt. Als Opern- und Theaterregisseur hat er mehrere Preise gewonnen, zuletzt 2006 für den Ring des Nibelungen. Holten hat mehr als fünfzig Opern, Theaterstücke und Musicals inszeniert, an Häusern in Dänemark, Norwegen, Schweden, Österreich, Frankreich, Russland, den USA, Island und Lettland.
Sein Debütfilm Juan ist eine moderne englischsprachige Kinoversion von Mozarts Oper Don Giovanni. Die Kino-Premieren in deutschen und dänischen Kinos 2010 und 2011 waren erfolgreich.
Von 2000 bis 2011 war Holten Operndirektor am Königlich Dänischen Theater in Kopenhagen. Von 2011 bis 2017 war er künstlerischer Leiter der Covent Garden Opera in London. Holten ist auch Vizepräsident der Europäischen Musiktheater-Akademie. 2018 übernahm er als CEO die Gesamtleitung des Königlich Dänischen Theaters.

## Privates
Von 2002 bis 2007 war Holten mit der Schauspielerin, Sängerin und Fernsehmoderatorin Kamilla Bech Holten (1972–2008) verheiratet. Seit Sommer 2007 ist er mit der Choreografin Signe Fabricius liiert. Das Paar heiratete im Jahr 2017 und lebt in London.

## Ehrungen
- Holten wurde mit dem Dannebrogorden ausgezeichnet.
- Reumert (Theaterpreis)/Bester Regisseur
- Er wurde 2011 von Königin Margrethe II. von Dänemark mit der dänischen Verdienstmedaille Ingenio et arti ausgezeichnet.[2]